# Albalatillo
Albalatillo (aragónul Albalatiello) település Spanyolországban, Huesca tartományban. Albalatillo Sariñena és Sena községekkel határos. Lakosainak száma 211 fő (2024).

## Népesség
A település lakosságának változását az alábbi diagram mutatja:
| Lakosok száma | 254  | 253  | 255  | 234  | 237  | 207  | 196  | 176  | 188  | 211  |
|               | 2001 | 2004 | 2006 | 2009 | 2011 | 2014 | 2016 | 2019 | 2021 | 2024 |